# Denise Kingsmill, Baroness Kingsmill

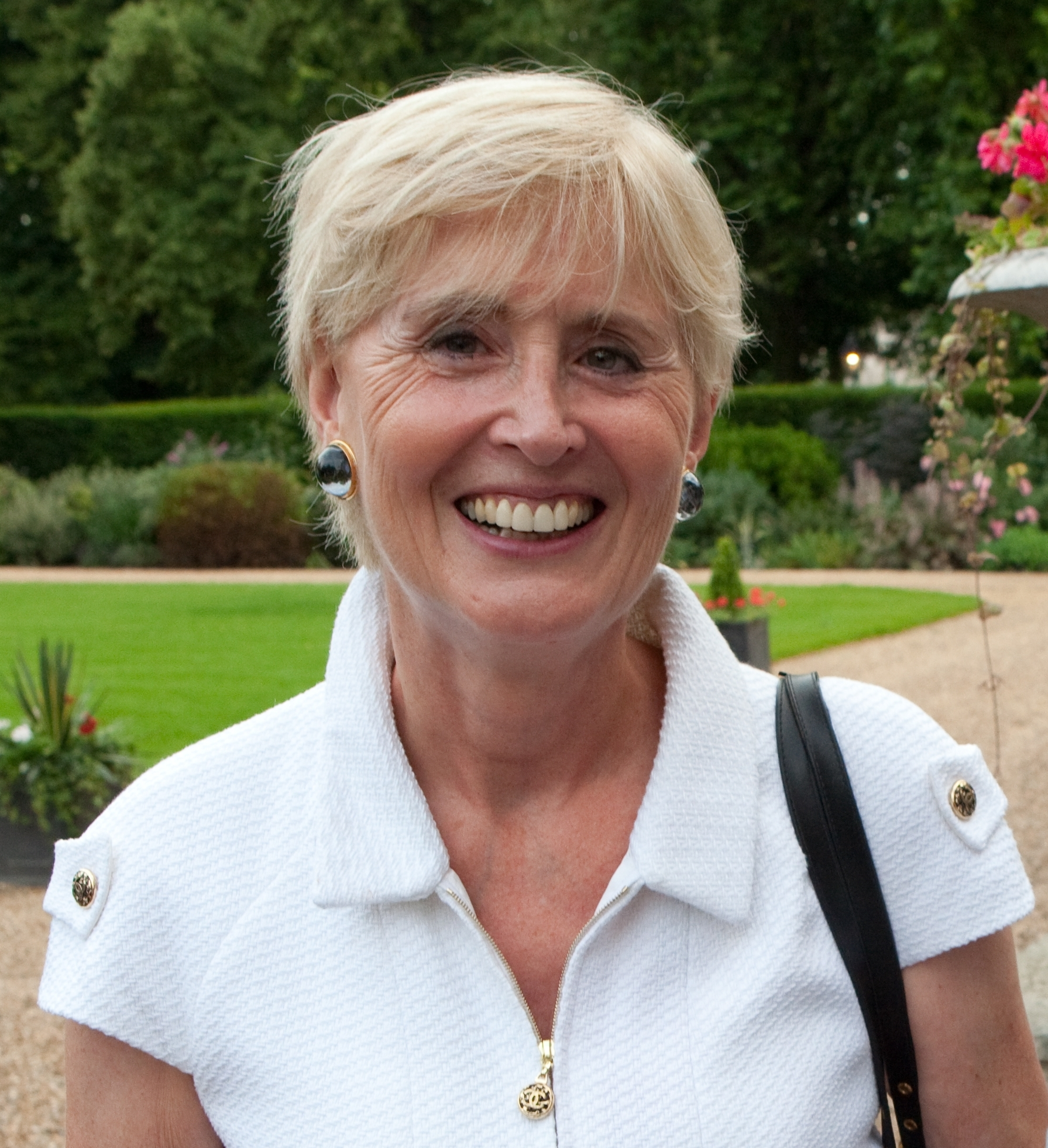
Baroness Kingsmill 2011

Denise Patricia Byrne Kingsmill, Baroness Kingsmill CBE (* 24. April 1947 in Rotorua, Bay of Plenty, Neuseeland) ist eine britische Wirtschaftsmanagerin und Politikerin der Labour Party, die seit 2006 als Life Peeress Mitglied des House of Lords ist.

## Leben
Denise Kingsmill, die als Kind mit ihren Eltern nach Wales einwanderte, absolvierte nach dem Besuch der Croesyceiliog School ein Studium der Fächer Anthropologie und Wirtschaftswissenschaften am Girton College der University of Cambridge. Nach einem Studium der Rechtswissenschaften war sie in einer Anwaltskanzlei als Solicitor tätig und befasste sich dort schwerpunktmäßig mit Arbeitsrecht.
Zwischen 1997 und 2003 war sie stellvertretende Vorsitzende der Kommission für Monopole und Fusionen, der Vorläuferin der späteren Wettbewerbskommission, und wurde in dieser Zeit Commander des Order of the British Empire.
Durch ein Letters Patent vom 1. Juni 2006 wurde Denise Kingsmill als Life Peeress mit dem Titel Baroness Kingsmill, of Holland Park in the Royal Borough of Kensington and Chelsea, in den Adelsstand erhoben. Kurz darauf erfolgte am 15. Juni 2006 ihre Einführung (Introduction) als Mitglied des House of Lords. Im Oberhaus gehört sie zur Fraktion der Labour Party.
Daneben übernimmt sie mehrere Funktionen in der Privatwirtschaft und ist unter anderem Mitglied des Aufsichtsrates der aus der Fusion von British Airways und Iberia entstandenen Fluggesellschaft International Airlines Group sowie von APR Energy plc. Seit dem 5. Mai 2011 ist Baroness Kingsmill, die auch Kolumnistin der Wirtschaftszeitung Management Today sowie stellvertretende Vorsitzende des Beirates von PricewaterhouseCoopers ist, auch Mitglied des Aufsichtsrates von E.ON.